# Tragelaphus buxtoni
Nyala de montagne
Pour les articles homonymes, voir Nyala (homonymie).
Espèce
Statut de conservation UICN

 EN C1 : En danger
Le Nyala de montagne (Tragelaphus buxtoni) est une espèce d'antilopes du genre Tragelaphus découvert par Lydekker en 1910. Cette espèce endémique d'Éthiopie est classée en danger d'extinction par l'Union internationale pour la conservation de la nature.

## Description
Les cornes : seul le mâle a des cornes, très semblables à celle du Nyala mais plus écartées et évoquant celles du Grand Koudou, avec généralement 2 spirales.
Le corps (crinière, queue, pelage) : le pelage de la femelle est très couché, lisse et luisant, celui du mâle est un peu allongé et raide sur le cou, le garrot et les fesses. L'animal a une queue touffue atteignant les talons, il a une crinière de 10 cm qui commencent de la nuque jusqu'à la racine de la queue.I l un pelage qui diffèrent selon l'âge et le sexe. Les vieux mâles ont une robe plus foncée que les autres, les jeunes mâles ont une robe plus brune que celle des jeunes femelles qui est roussâtre, devenant gris-brun avec l'âge. Le pelage est aussi composé de 2 à 5 rayures transversales blanches et de 6 à 10 taches blanches eux aussi (les taches disparaissent avec l'âge chez les femelles), le veau (qui a une robe fauve clair) lui aussi a ces rayures et ces taches (sauf les rayures de la croupe) .Il n'a pas de glandes préorbitaires, il a 2 glandes inguinales et les femelles ont 4 mamelles.
Il a 4 sabots, 1 à chaque patte. Ces sabots sont latéraux, grands, forts et très serrés.
L'allure : Le Nyala de montagne a une allure de Grand Koudou.

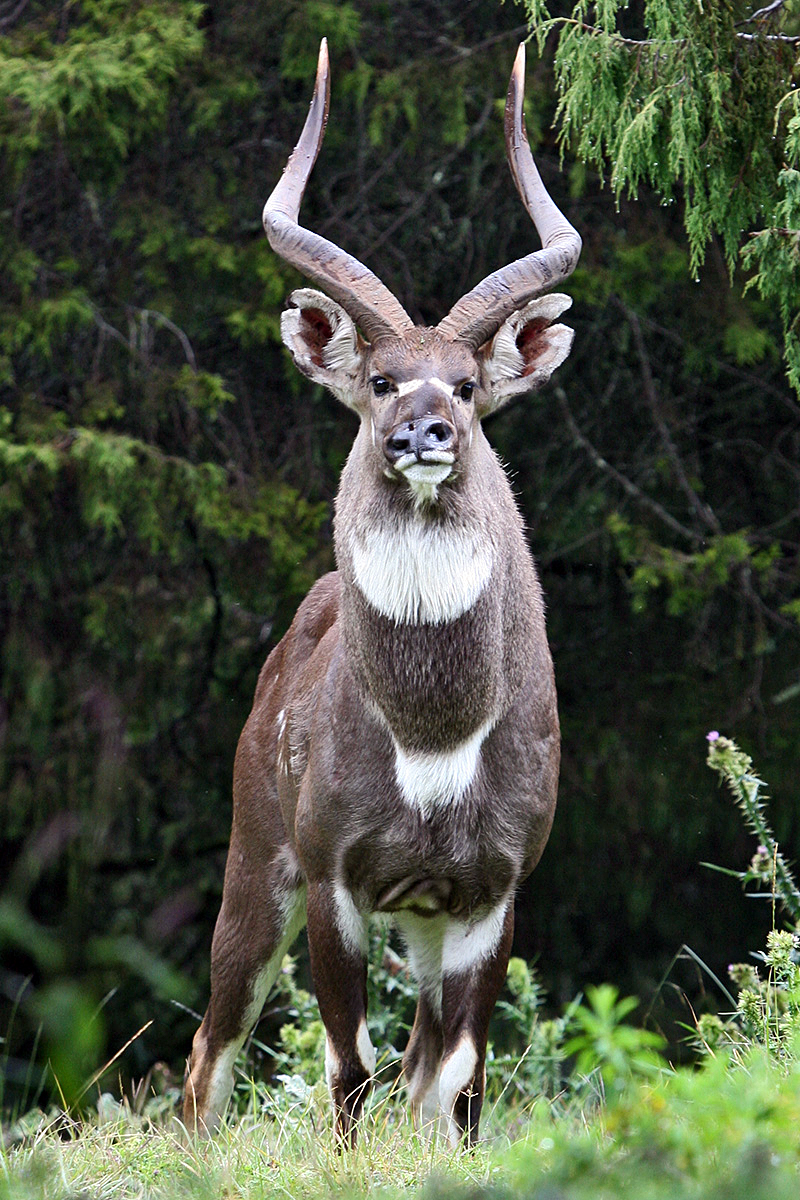
Un mâle Nyala.
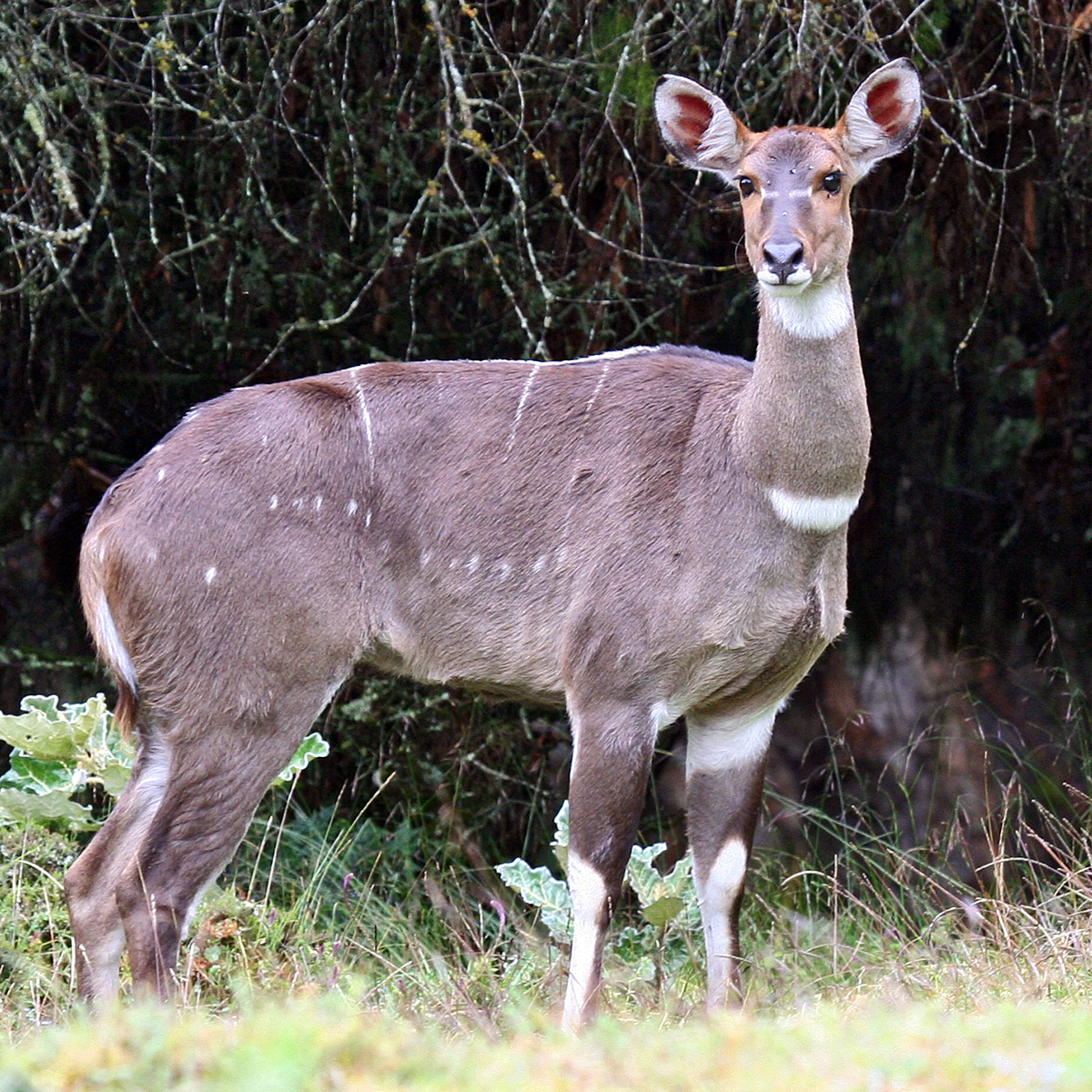
Une femelle Nyala.

## Biologie
Le Nyala de montagne a un odorat et une ouïe excellente, mais il a une mauvaise vue il apprécie mal la distance des objets rapprochés, il ne sait pas reconnaître un prédateur immobile placé à bon vent mais son odorant et son ouïe sont excellentes.
Le nyala est silencieux. la femelle émet un une sorte de halètement, le mâle aussi mais plus rarement et plus grave.

## Écologie et comportement
Les Nyalas se divisent en deux groupes. Le premier groupe est conduit par les femelles et quelques vieux mâles, le 2e groupe est celui des mâles sédentaires. Dans le deuxième groupe chaque mâle a son territoire (de 2 à 5 kilomètres carrés à Arussi et de 2 à 9 kilomètres carrés à Bali). 
Le Nyala de montagne est actif de 16 h à 8 h.
Le Nyala est un herbivore qui mange des feuillages, des arbustes et des plantes herbacées.
La gestation du Nyala est de 6 mois. La periode de rut est entre novembre et décembre. La mise-bas est différente selon les régions. Pendant la saison des pluies (avril-juin) à Bali, entre octobre et décembre à Arussi et pendant la saison sèche (décembre-janvier) à Goba.

### Prédateurs
Puisque le Nyala vit dans les montagnes hautes, il n'a pas beaucoup de prédateurs, l'homme est son principal prédateur. Le léopard peut s'attaquer à des vieux ou des jeunes spécimens, mais Ceci est plutôt rare car ce dernier est en voie de disparition en Éthiopie.

## Habitat et répartition

Aire de répartition du Nyala de montagne

Le Nyala de montagne est endémique des hauts plateaux d'Éthiopie. Il a été observé à Chercher, Asba Tafari, Gugu, Arussi, Cacca, Galana, Badda et à Erosa-Chilalo à l'est, à Bali et à Wollega au centre et à Limmu et Sidamo au sud. On le rencontre de 2 700 m d'altitude en hiver à 4 200 m en été.

## Menaces et protection
Le Nyala de montagne est rare (classé En danger d'extinction par l'UICN). Sa population a chuté de 12 480 individus en 1985 à 2 500 - 4 000 individus en 2008. La cause principale de cette chute est la destruction de son habitat naturel pour
des pâturages, des cultures plantées par l'homme, la deuxième cause est le braconnage et le trafic de ces cornes et sa peau très prisées.